# ラーマーティボーディー勲章

ラーマーティボーディー勲章とは1918年にラーマ6世によって創設されたタイの勲章である。正式名称は "เครื่องราชอิสริยาภรณ์อันมีศักดิ์รามาธิบดี" 英語では "The honourable order of Rama" である。
公務において功績のあったものに授与される勲章で、とりわけ軍事方面での活躍があった人物に叙勲される事が多い。著名な受章者にプレーム・ティンスーラーノン大将、チャワリット・ヨンチャイユット大将などがいる。

## 等級
等級は以下の6つある。
- - 勲一等:ナイト・グランド・コマンダー (เสนางคะบดี, Knight Grand Commander, 略称ส.ร.）
- - 勲二等:ナイト・コマンダー (มหาโยธิน, Knight Commander, 略称ม.ร.）
- - 勲三等:コマンダー (โยธิน, Commander, 略称ย.ร.）
- - 勲四等:コンパニオン (อัศวิน, Companion, 略称อ.ร.）
- - 勲五等:メンバー・オブ・ザ・ラーマ・メダル・フォー・ギャラントリー・イン・アクション (เหรียญรามมาลาเข็มกล้ากลางสมร, Member of "The Rama Medal for Gallantry in Action", 略称ร.ม.ก.）
- - 勲六等:メンバー・オブ・ザ・ラーマ・メダル (เหรียญรามมาลา, Member of "The Rama Medal", 略称ร.ม.）

## 概要

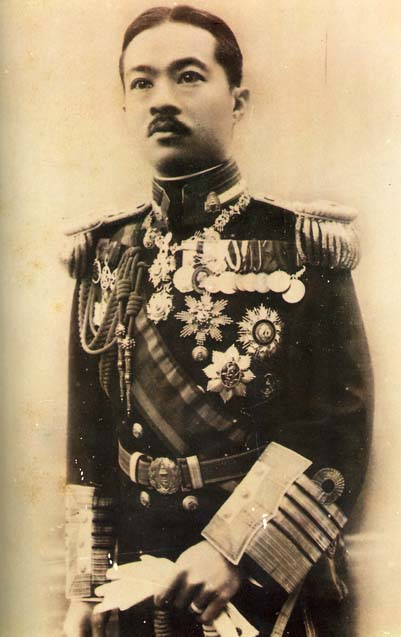
勲一等ラーマーティボーディー勲章を着用したボリパットスクッムパン王子

1918年当時は勲四等までしかなかったが、立憲革命の後、勲章が再整備され1960年に勲五等以下が創設された。なお、授与式では国王に対する忠誠を誓うため『オーンカーンチェーンナム』が読み上げられる。